# Melissa Etheridge
Melissa Lou Etheridge (Leavenworth, 29 maggio 1961) è una cantante e musicista statunitense, nonché un'"icona" per la comunità lesbica di tutto il mondo.

## Biografia
Melissa Etheridge ha firmato il suo primo contratto con una major nel 1987. Cinque suoi album hanno ricevuto dalla RIAA la certificazione quale disco di platino o pluriplatino. Ha vinto due volte il Grammy Award per la migliore performance rock femminile (Best Female Rock Vocal Performance), per le canzoni Ain't It Heavy nel 1992 e Come to My Window nel 1994. È una fan di Bruce Springsteen e ha interpretato la sua canzone Thunder Road durante esibizioni dal vivo.
Etheridge è anche famosa come attivista per i diritti degli omosessuali, avendo pubblicamente dichiarato la propria omosessualità durante la prima inaugurazione del mandato del presidente Bill Clinton nel gennaio 1993. Aveva una relazione da lungo tempo con Julie Cypher, e insieme avevano avuto due figli tramite donazione di sperma da parte di David Crosby. Ma, nel 2000, Cypher cominciò a riconsiderare la propria sessualità, e il 19 settembre 2000, le due annunciarono la loro separazione. Nel 2001 Etheridge documentò questa e altre esperienze nel suo libro di memorie The Truth Is... My Life in Love and Music. In esso, riferisce di essere stata molestata da bambina da sua sorella, Jennifer, per oltre cinque anni, e menziona una presunta relazione che Cypher avrebbe avuto con k.d. lang.
Dopo la separazione da Cypher, nel 2003 ha sposato l'attrice Tammy Lynn Michaels. Sebbene la sua esperienza come attrice sia limitata, è stato annunciato che è in produzione una sitcom con la Etheridge nella parte di una donna lesbica che vive con un amico eterosessuale (ed insieme i due crescono il figlio di un terzo personaggio). I critici hanno predetto che essa sarà "come Will & Grace, tranne che per il fatto che sarà cancellata".
In una canzone del suo album Lucky del 2004, Tuesday Morning, Etheridge rese omaggio alla memoria di Mark Bingham, imprenditore e rugbista omosessuale rimasto ucciso l'11 settembre 2001 nello schianto di uno degli aerei dirottati dai terroristi arabi, quello che non riuscì a raggiungere Washington per la ribellione dei passeggeri, cui Bingham prese parte attiva.
A ottobre 2004 le fu diagnosticato un cancro al seno, ma si ritiene che possa ottenerne completa guarigione. Ai Grammy Awards del 2005 la Etheridge è tornata sul palco e, sebbene resa calva dalla chemioterapia, ha reso un tributo a Janis Joplin insieme a Joss Stone. Etheridge è stata molto applaudita per la sua performance, considerata uno dei momenti migliori dello show.
Il 10 settembre 2005, Etheridge ha partecipato al ReAct Now: Music & Relief, un concerto di beneficenza a sostegno delle vittime dell'Uragano Katrina. ReAct Now: Music & Relief, organizzato da MTV, VH1 e Country Music Television (CMT), cercherà di raccogliere fondi per la Croce Rossa Americana, l'Esercito della Salvezza e America's Second Harvest. Etheridge ha presentato una nuova canzone scritta appositamente per quell'occasione, intitolata Four Days. La canzone, a cappella, include argomenti e immagini presenti nei notiziari nei giorni seguenti l'uragano.
Nell'ottobre 2005, ha fatto un'apparizione nella trasmissione televisiva Dateline della rete NBC insieme alla Michaels per parlare della sua lotta contro il cancro. Ottobre è infatti il Breast Cancer Awareness Month (il mese per la sensibilizzazione sul cancro al seno). I capelli della Etheridge, corti e di color biondo-sabbia, erano nel frattempo ricresciuti. Ha dichiarato che la sua compagna le è stata di grande aiuto e sostegno nel periodo della malattia.
Il 15 novembre 2005 è apparsa al Tonight Show di Jay Leno per cantare la sua canzone I Run For Life, che contiene riferimenti alla sua malattia e alla sua determinazione nel vincerla. Dopo la sua esibizione, Jay Leno le ha detto, "Thanks for being a fighter, kiddo" ("Grazie per essere una lottatrice, ragazza"). Nell'autunno 2006 Tammy Lynn Michaels ha dato alla luce i loro due gemelli (un maschio e una femmina) concepiti con l'inseminazione artificiale. Nel 2007 vince l'Oscar per la miglior canzone I Need to Wake Up parole e musica di Melissa composta per il film-documentario Una scomoda verità.

## Discografia

### Album in studio
- 1988 - Melissa Etheridge
- 1989 - Brave and Crazy
- 1992 - Never Enough
- 1993 - Yes I Am
- 1995 - Your Little Secret
- 1999 - Breakdown
- 2001 - Skin
- 2004 - Lucky
- 2007 - The Awakening
- 2008 - A New Thought for Christmas
- 2010 - Fearless Love
- 2012 - 4th Street Feeling
- 2014 - This Is M.E.
- 2016 - Memphis Rock and Soul
- 2019 - The Medicine Show
- 2021 - One Way Out

### Compilation
- 2005 - Greatest Hits: The Road Less Traveled
- 2011 - Icon

### Live
- 2002 - Live and Alone
- 2004 - Lucky Live
- 2008 - Awakening Live
- 2015 - A Little Bit Of Me: Live In L.A.